# Mande-Sainte-Marie
Mande-Sainte-Marie is een gehucht in de Belgische provincie Luxemburg. Het maakt deel uit van Sibret, een deelgemeente van Vaux-sur-Sûre. Het ligt ruim twee kilometer ten noordwesten van het centrum van Sibret.

## Geschiedenis
De plaats werd genoemd naar de patroonheilige van de kerk, de Heilige Maria, ter onderscheiding van Mande-Saint-Étienne, dat meer dan vier kilometer ten noorden ligt in de gemeente Bertogne. De kerk werd al in 1243 vermeld.
Mande-Sainte-Marie omvatte ook de gehuchten Chenogne en Lavaselle. Op het eind van het ancien régime werd Mande-Sainte-Marie een gemeente. Deze werd in 1823 al opgeheven, waarna het gehucht werd aangehecht bij buurgemeente Sibret.
Het dorp ontvolkte echter. De kerk bleef nog tot 1877 een parochiekerk, maar die rol werd uiteindelijk overgenomen door die van Chenogne. De kerk verdween in 1893. In het gehucht staat nu alleen nog een Mariakapel van Onze-Lieve-Vrouw van de Zeven Weeën.
Deelgemeenten: Hompré · Juseret · Morhet · Nives · Sibret · Vaux-lez-Rosières

Overige dorpen en gehuchten: Assenois · Belleau · Bercheux · Chaumont · Chenogne · Clochimont · Cobreville · Grandru · Jodenville · La Barrière · Lavaselle · Lescheret · Mande-Sainte-Marie · Morhet-Station · Poisson-Moulin · Remichampagne · Remience · Remoiville · Rosières · Salvacourt · Sûre · Villeroux 

Belgische gemeenten · Arrondissement Neufchâteau · Luxemburg · Wallonië